# 宮崎キネマ館
宮崎キネマ館（みやざきキネマかん）は、宮崎県宮崎市高千穂通1丁目178 カリーノ宮崎駐車場TRUNKにある映画館。運営は特定非営利活動法人宮崎文化本舗。4スクリーンを有する。
映画監督や出演者のトークイベントなどを行うこともある。毎年開催される宮崎映画祭の会場となっている。ロビーには35ミリフィルム映写機が展示されている。

## 歴史

### アゲインビル時代
2001年（平成13年）4月7日、宮崎市橘通東3丁目11-1 アゲインビル地下に宮崎キネマ館が開館した。オープニング作品は『ONE PIECE ねじまき島の冒険』。特定非営利活動法人が運営する映画館としては日本初とされる。同年6月23日にはアゲインビル2階に移り、2スクリーン体制となった。
座席数はスクリーン1が93席でスクリーン2が55席であり、2020年度（令和2年度）頃には年間に約250本の作品を上映していた。2021年（令和3年）2月14日がアゲインビルにおける最終上映日であり、1982年（昭和57年）公開の『蒲田行進曲』と2006年（平成18年）公開の『ゆれる』を35ミリフィルムで上映した。

### TRUNK時代
2021年（令和3年）4月2日、宮崎市高千穂通1丁目178 カリーノ宮崎駐車場TRUNKに移転し、4スクリーン体制となった。

## データ
アゲインビル時代

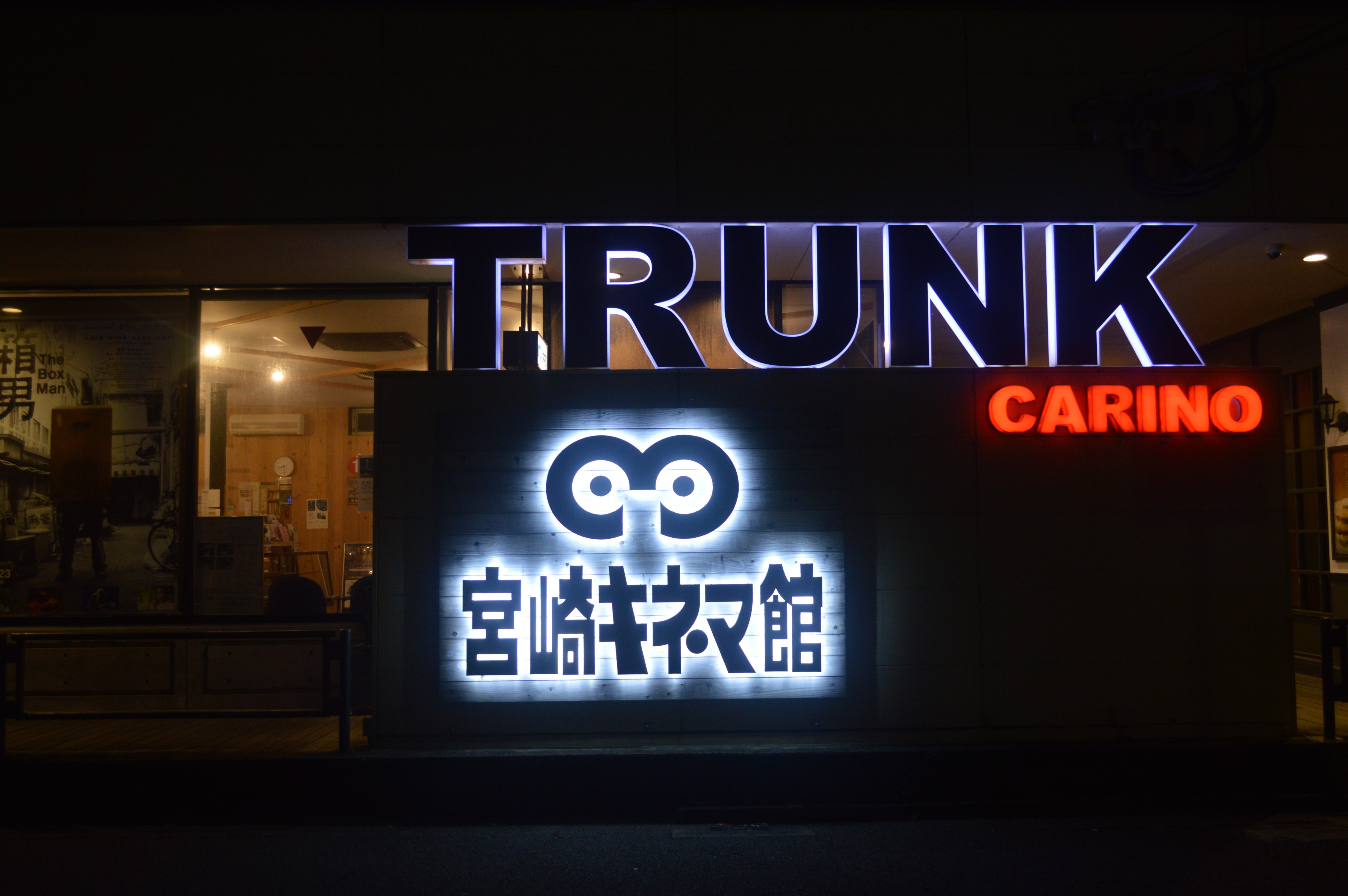
夜間の建物

- 所在地：宮崎県宮崎市橘通東3丁目11-1 アゲインビル2階[6]
- スクリーン
  - スクリーン1：93席（ドルビーSRDを採用）
  - スクリーン2：55席（ドルビーSRを採用）

TRUNK時代
- 所在地：宮崎県宮崎市高千穂通1丁目178（カリーノ宮崎駐車場TRUNK）
- スクリーン
  - キネマ1：100席（車椅子対応席1席）DCP、BD、DVD、ライブビューイング対応
  - キネマ2：38席（車椅子対応席1席）DCP、BD、DVD、ライブビューイング対応
  - キネマ3：20席（車椅子対応席1席）DCP、BD、DVD、ライブビューイング対応
  - キネマ4：16席（車椅子対応席1席）DCP対応